# Idioma sanemá
El sanemá o sanumá es una de las lenguas yanomami habladas en Venezuela y Brasil, con una cercana relación entre ellos. Recibe también el nombre de Tsanuma, Sanemá, Sanima, Samatari, Samatali, Xamatari, y Chirichano. La mayoría de los que hablan el idioma son monolíngües, aunque en algunas áreas del Brasil, algunos usan el Ye'kuana, denominado también Maquiritaire. Los dialectos venezolanos son el Yanoma y el Cobari, y los dialectos brasileños son el Caura, Ervato-Ventuari, y Auaris. Estos dialectos brasileños tienen una más cercana relación uno con el otro. 
Es un idioma hablado por 4612 personas en Venezuela y 462 en Brasil. Unos 500 de ellos no son grupos étnicos Sanumá, sino que son Yanomami del norte. En Venezuela, se habla el idioma en la vecindad del río Caura y sus afluentes, los ríos Erebato y Ventuari, en el Estado Bolívar, así también en los alrededores del río Auaris y en la región de Roraima, al norte de Brasil. 
El idioma es mantenido en un aura de sacralidad, en especial por las ricas mitologías y leyendas establecidas en la cultura de sus habitantes.